# Вампая
Вампая (англ. Wambaya) — язык австралийских аборигенов миндийской семьи. Традиционный язык народа вампая, живущего на плато Баркли в Северной территории. Входил в кластер, также охватывающий языки гуданьйи и бинбинка.
Большинство людей племени вампая перешли на английский язык. В 2006 году перепись населения Австралии зафиксировало 88 человек, указавших владение языком вампая.

## Генеалогическая и ареальная информация
- Миндийские языки (семья мирнди)
  - Йиррамская ветвь
  - Западнобарклийская ветвь
    - Джингулу
    - Восточная группа
      - Ветвь нгурлун
        - Нганка
        - Вампая (группа языков/диалектов)
          - Бинбинка
          - Вампая-Гуданджи
            - Гуданджи
            - Вампая

Вампая относится к западнобарклийской ветви миндийской языковой семьи. В ветви нурглун выделяются нганка и вампая в широком смысле. Вампая подразделяется на языки собственно вампая, гуданджи и бинбинка, но часто их считают диалектами одного языка. Кроме того некоторые носители сами указывали на сложность разграничения вампая и гуданджи, потому что в речи наблюдается их постоянное смешение (Нордлингер, 1998).

## Социолингвистическая информация
Согласно переписи 2021 года, у вампая в широком смысле 41 носитель, из которых около 24 говорят на собственно вампая.

Атлас языков мира, находящихся под угрозой исчезновения ЮНЕСКО указывает, что у вампая от 10 до 99 носителей.

При этом некоторые исследователи считают, что на сегодняшний день никто не владеет вампая как первым языком.

В исследовании 1998 года Р. Нордлингер замечает, что достаточно компетентных носителей осталось не больше 20, все из них пожилого возраста. У представителей следующего поколения обнаруживались пассивные знания языка, а подавляющее большинство молодых людей не было заинтересовано в ознакомлении с вампая.

Однако Нордлингер также упоминает о молодёжи, заинтересованной в обучении чтению и письму на вампая с целью преподавать основы языка детям в школах. Этому мешает тот факт, что, в основном, дети народа вампая учатся в городах, где большинство школьников обладает другим культурным наследием.

В сообществе наблюдается языковой сдвиг: доминирующим является английский язык австралийских аборигенов или австралийский криол, вампая же лишь в редких случаях функционирует как язык внутрисемейного общения и маркер этнической идентичности, некоторые источники классифицируют его как неактивный.

## Типологическая характеристика

### Степень свободы выражения грамматических значений
Для вампая характерен синтетизм.
| Bungmaj-buli-ji       | wuri-aji        | daguma   | juwarramba. |
| старуха-DUAL:nABS-ERG | 3DUAL.A-HAB:PST | бить(nF) | люди:I(ACC) |

"Две старухи убили всех людей."

### Характер границы между морфемами
Агглютинативный язык: каждое грамматическое значение выражается отдельным суффиксом.

ngu-ny-u

1SG.A-2O-FUT

### Локус маркирования

#### В посессивной именной группе
Вершинное маркирование: суффикс родительного падежа присоединяется к имени, обозначающему обладаемое (вершине посессивной именной группы).
| Yarru    | ngi         | bungmanya-naganka  | magi-nmanji.          |
| идти(nF) | 1SG.S(PRES) | лагерь:IV:nABS-DAT | старуха:IInABS-GEN:IV |

"Я иду в лагерь старухи."

#### В предикации
Зависимостное маркирование: грамматические показатели присоединяются к субъекту.
| Wara-nmanji      | g-a       | dirrag-bi.  |
| лицо:IV:nABS-ALL | 3SG.S-PST | прыгать(nF) |

"Он прыгнул на лицо."

### Тип ролевой кодировки
Вампая – частично эргативный язык: у местоимений номинативно-аккузативная система маркирования, а у остальных имён – эргативно-абсолютивная.
| Yugu        | g-a.      |
| кричать(nF) | 3SG.S-PST |

"Он закричал."
| Alag-ulu          | wurlu-n          | gulug-bi. |
| ребёнок-DUAL(NOM) | 3DUAL.S(nPST)-PR | спать-nF  |

"Два ребёнка спят."
| Jabiru-nu  | gin-a          | wurla     | aliyulu.     |
| jabiru-ERG | 3SG.MASC.A-PST | 3DUAL.ACC | находить(nF) |

"Йабиру нашёл их."
| Manjala      | gin-a          | banjarri.   |
| вино:IV(ACC) | 3SG.MASC.A-PST | бросать(nF) |

"Он бросил вино."

### Базовый порядок слов
Порядок слов относительно свободный, базовым считается SOV.

| Jabiru      | gini-ngg-a       | daguma.  |
| Йабиру(NOM) | 3SG.MASC.A-RR-nF | бить(nF) |

"Йабиру ударил себя."

## Особенности языка
Многие типологические характеристики вампая соответствуют общеареальным характеристикам.

Так, в большинстве австралийских языков тоже отмечается свободный порядок слов, хотя для некоторых из них выделяется SVO, в отличие от SOV, часто своёственному вампая.

Также для вампая, как и для других австралийских языков характерны синтетизм и агглютинация. Как и в остальных западнобарклийских языках, для выражения грамматических значений используются суффиксы, этим они противопоставлены языкам семьи Пама-Ньюнга, в которых преобладают префиксы.

### Фонология
Фонологически вампая похож на типичный австралийский язык.

5 мест образования смычных (билабиальные, альвеолярные, постальвеолярные/ретрофлексные, палатальные, велярные), фрикативы отсутствуют. Согласные не различаются по глухости/звонкости.
|               | Билабиальные | Альвеолярные | Постальвеолярные (ретрофлексные) | Ламинально-палатальные | Велярные |
| Взрывные      | b            | d            | ɖ                                | ɟ                      | g        |
| Носовые       | m            | n            | ɳ                                | ɲ                      | ŋ        |
| Латеральные   |              | l            | ɭ                                | ʎ                      |          |
| Тэп/дрожащие  |              | r            |                                  |                        |          |
| Аппроксиманты | w            |              | ɻ                                | j                      |          |

Гласные двух подъёмов и трёх рядов, могут различаться по длительности, хотя слова с долгими гласными встречаются в корпусе крайне редко, поэтому, отличать ли гласные по этому критерию, вопрос спорный.
|                | Передний ряд | Средний ряд | Задний ряд |
| Верхний подъём | i/ii         |             | u          |
| Нижний подъём  |              | a/aa        |            |

### Графика
Как и другие австралийские языки, вампая изначально был исключительно устным, поэтому для его записи используется латиница. Изначально латинские символы нужны были для практической транскрипции, а затем они перешли и в сферу орфографии.

Все билабиальные, альвеолярные и велярные согласные записываются соответствующими символами, для /r/ используется rr. Постальвеолярные записываются соответствующим по способу образованию альвеолярным с r перед ним (например, /ɖ/= rd).
Для ламинально-палатальных используются следующие символы и их сочетания:

/ɟ/ = j

/ɲ/ = ny

/ʎ/ = ly

/j/ = y

### Морфология
В вампая 7 частей речи:
- имена (существительные, прилагательные, указательные, имена места и времени)
- глаголы
- наречия
- служебные (суффиксы времени, вида, наклонения, направления)
- частицы
- клитики
- междометия

У местоимений выделяется 3 лица и 3 числа, включая двойственное. У 1 лица двойственного и множественного чисел различаются включающие и исключающие, у 3 лица единственного числа выделяется род.

Имена изменяются по 3 числам и 11 падежам (номинатив, аккузатив, датив, эргатив, локатив, генетив, инструменталис, аллатив, аблатив, перлатив, комитатив).

Выделяют 4 рода/класса имён (отмечаются суффиксами, как и во всех западнобарклийских языках, в отличие от остальных австралийских языков, не относящихся к пама-ньюнга): 
- мужской (I)
- женский (II)
- «растительный»/«vegetable» (III)
- средний/нейтральный (IV)

Имена распределяются по этим классам на семантической основе.

2 глагольных спряжения.

### Синтаксис
Для всех западнобарклийских языков, в отличие от йиррамской ветви, не характерны сложные глагольные конструкции, что делает миндийскую языковую семью достаточно неоднородной. 

## Список сокращений
- связка аффиксов

1 первое лицо

2 второе лицо

3 третье лицо

I первый класс имён (мужской род)

II второй класс имён (женский род)

III третий класс имён ("растительный" род)

IV четвёртый класс имён (средний род)

А переходный субъект

ABL аблатив (отложительный падеж)

ABS абсолютный родовой суффикс

ACC аккузатив (винительный падеж)

AGNT агентивный номинализатор

ALL аллативный падеж

CAUS каузативный суффикс

COMIT комитативный падеж

COMP комплемент

DAT дательный падеж

DUAL двойственное число

DYAD двоичный суффикс

ERG эргативный падеж

FEM женский

FUT будущее время

GEN генетив (родительный падеж)

HAB вид привычки

MASC мужской

nABS неабсолютный суффикс рода

nF не-будущее время

NOM номинатив (именительный падеж)

O переходный объект

PRES настоящее время

PRIV привативный

PST прошедшее время

RR возвратный

S непереходный субъект